# Denticollis
Denticollis är ett släkte av skalbaggar som beskrevs av Mathias Piller och Ludwig Mitterpacher von Mitterburg 1783. Denticollis ingår i familjen knäppare.

## Artlista
15 arter är kända 2019:
- Denticollis acuticornis Motschulsky, 1860
- Svart ögonknäppare Denticollis borealis (Paykull, 1800)
- Denticollis cinctus Candèze, 1863
- Denticollis dilutiangulus (Motschulsky, 1860)
- Denticollis erebus Gurjeva, 1987
- Denticollis flabellatus (Reitter, 1906)
- Denticollis flavipes (Germar, 1846)
- Denticollis formosus Gurjeva, 1987
- Denticollis interpositus Roubal, 1941
- Denticollis jacobsoni Reitter, 1903
- Denticollis linearis (Linnaeus, 1758)
- Denticollis parallelicollis (Aubé, 1850)
- Röd ögonknäppare Denticollis rubens Piller & Mitterpacher, 1783
- Denticollis suzannae Platia & Németh, 2011
- Denticollis varians (Germar, 1846)

## Utbredning
Släktet är utbrett över stora delar av det norra halvklotets arktiska och tempererade delar, från Alaska, Kanada och västra USA, till så gott som hela Europa, samt österut till delar av Nordasien, Koreahalvön och Japan.

## Bildgalleri

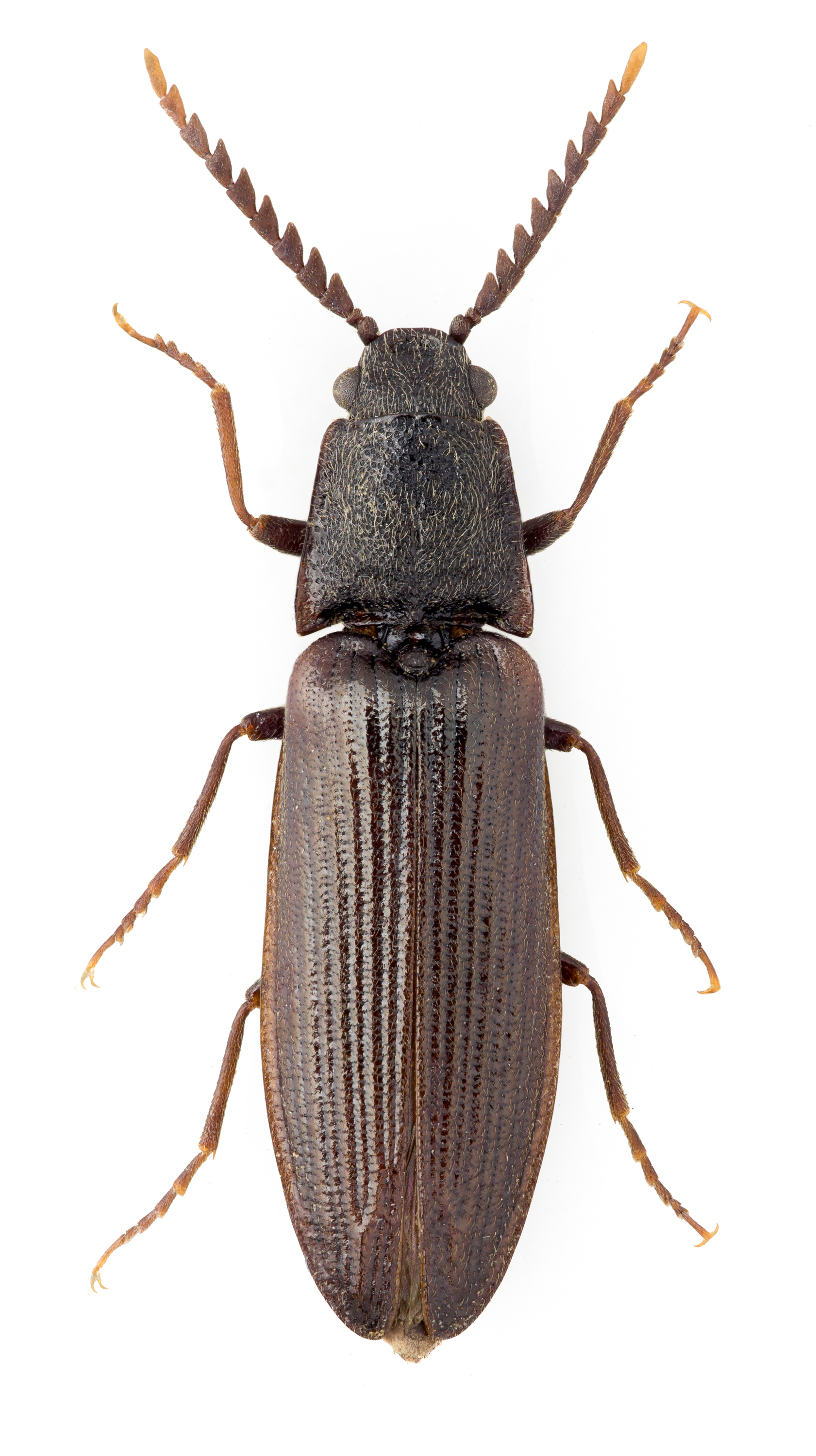
Svart ögonknäppare
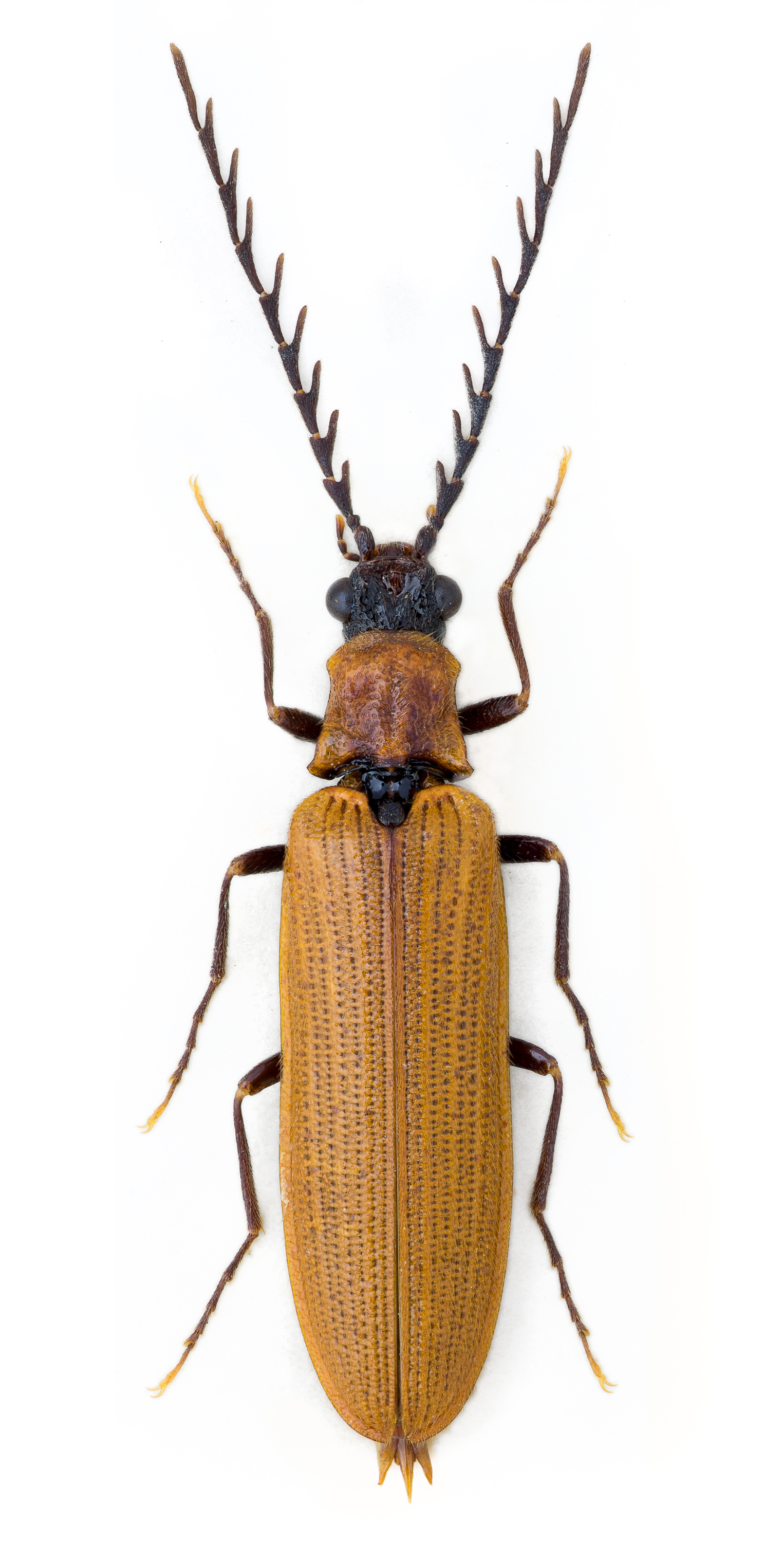
Röd ögonknäppare (hane)